# イケル・マルティネス
イケル・マルティネス・デ・リサルドゥイ・リサリバル（Iker Martínez de Lizarduy Lizarribar, 1977年6月16日 - ）は、スペイン・サン・セバスティアン出身のセーリング競技選手。
シャビエル・フェルナンデスとともに、2004年のアテネオリンピックセーリング競技49er級で金メダルを獲得した。同じペアで臨んだ2008年の北京オリンピックセーリング競技49er級では銀メダルを獲得した。
2011-12シーズンのボルボ・オーシャンレースではチーム・テレフォニカのスキッパーを務めた。シャビエル・フェルナンデスもまたチームのメンバーだった。両者は2011年のISAFロレックス世界最優秀セイラーに選ばれた。

## 成績
2001年
- セーリング世界選手権イタリア・マルチェージネ大会 – 2位
- ヨーロッパ選手権フランス・ブレスト大会 – 2位

2002年
- セーリング世界選手権アメリカ合衆国・カネオヘ大会 – 1位
- ヨーロッパ選手権ノルウェー・グリムスタ大会 – 1位

2003年
- ヨーロッパ選手権スペイン・ラレード大会 – 3位

2004年
- アテネオリンピックセーリング競技49er級 – 金メダル
- セーリング世界選手権ギリシャ・アテネ大会 – 1位

2006年
- ヨーロッパ選手権イギリス・ウェイマス大会 – 3位

2007年
- ヨーロッパ選手権イタリア・マルサーラ大会 – 1位

2008年
- ヨーロッパ選手権スペイン・サレナ大会 – 1位
- 北京オリンピックセーリング競技49er級 – 銀メダル

2008-09
- ボルボ・オーシャンレース(RTW) – 3位

2009-10
- バルセロナ・ワールドレース(RTW) – 2位

2010年
- セーリング世界選手権バハマ・バハマ大会 – 1位